# Nova Vilșanka, Odesa
Nova Vilșanka (în ucraineană Нова Вільшанка) este un sat în comuna Vîzîrka din raionul Odesa, regiunea Odesa, Ucraina.

## Demografie
Componența lingvistică a localității Nova Vilșanka
     Ucraineană (93,31%)
     Rusă (6,08%)
     Alte limbi (0,6%)
Conform recensământului din 2001, majoritatea populației localității Nova Vilșanka era vorbitoare de ucraineană (93,31%), existând în minoritate și vorbitori de rusă (6,08%).